# Ягунов, Николай Яковлевич
Николай Яковлевич Ягунов (1851? — 1875) — ученик и первый спутник Н. М. Пржевальского в его Уссурийском путешествии.

## Биография
Выпускник Иркутской гимназии. Сын сосланной на поселение польки. Жил в большой бедности. Незадолго перед знакомством с Пржевальским поступил в штаб Восточно-Сибирского военного округа топографом.
Приглашенный Пржевальским из Варшавы препаратор Роберт Кёхер категорически отказался ехать дальше. Пржевальский предпочёл отправиться в путешествие с молодым человеком, только что окончившим гимназию. Отправку пришлось отложить, так как Пржевальский давал своему будущему спутнику уроки препаровки животных. Во время экспедиции путешественник "ежедневно задавал <Ягунову> уроки из географии и истории и перед обедом поверял его знания".

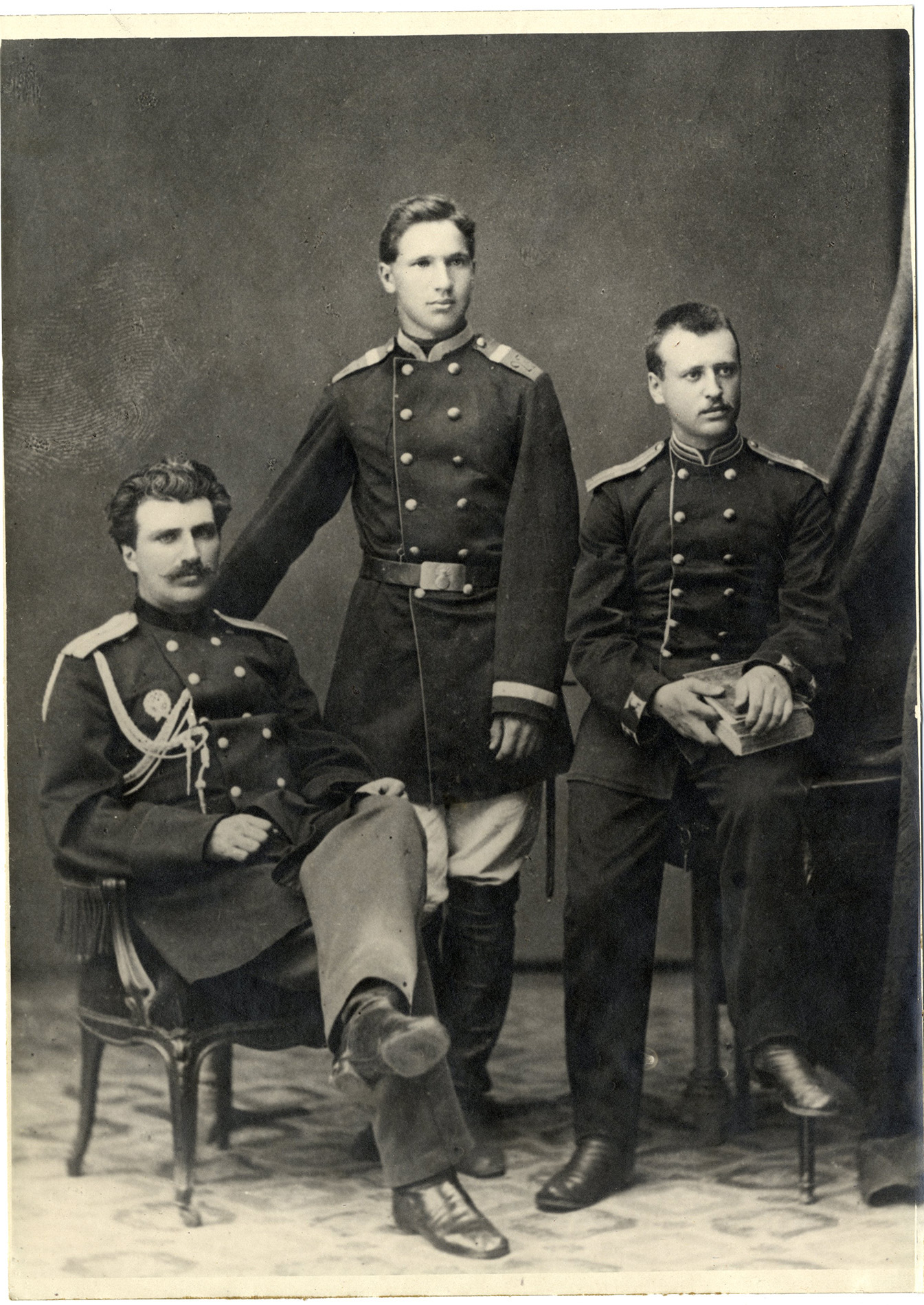
Штабс-капитан Н. М. Пржевальский, поручик Н. Я. Ягунов, подпоручик М. А. Пыльцов, Варшава, 1870 г.

Вскоре после приезда в Петербург Пржевальский определил Ягунова в Варшавское юнкерское училище и сдал на попечение своего друга преподавателя географии И. Л. Фатеева. Ягунов обладал особыми способностями к рисованию. Пржевальский как мог поощрял развитие его таланта, послал ему работы по теории перспективы, но в письме "просил не вдаваться особенно в изучение правил художества, ибо тогда выйдет ремесло, а не творчество".
Ягунов  отлично учился, кончил курс первым учеником и впоследствии служил поручиком Кексгольмского гренадёрского императора Австрийского полка.
Пржевальский планировал, что Ягунов, надежный проверенный товарищ, уже получивший военное образование, сможет принять участие во Втором центральноазиатским путешествии. Но 20 (8) июня 1875 года поручик Ягунов утонул, купаясь в Висле.
"Я до сих пор еще не могу свыкнуться с мыслью, что Ягунова уже не существует. Всё кажется, что вот-вот он приедет к нам в деревню, — так недавно ещё был среди нас, а теперь превратился в ничто.... Матери Ягунова я отправлю рисунки (сына), лишь только получу от нея письмо. Надо будет послать старухе рублей 25 денег, а то она, в смысле денег, в крайнем положении".
Ныне "Альбом Амурских видов"  Николая Ягунова с девятью карандашными рисунками находится в экспозиции дома-музея Пржевальского в Слободе.